# Чорнянська сільська рада (Малоритський район)
52°0′54″ пн. ш. 24°16′13″ сх. д. / 52.01500° пн. ш. 24.27028° сх. д.
Чорня́нська сільська́ ра́да (біл. Чарня́нскі  сельсаве́т) — адміністративно-територіальна одиниця у складі Малоритського району Берестейської області Білорусі. Адміністративний центр сільської ради — село Чорняни.

## Географія
Чорнянська сільська рада розташована на крайньому південному заході Білорусі, на південному заході Берестейської області, на схід — південний схід від обласного та північний схід від районного центрів. На півдні вона межує із Луковською, на південному заході — із Великоритською сільськими радами (Малоритський район), на заході ті північному заході — із Жабинківським, а на північному сході та сході — із Кобринським районами (всі Берестейська область).
Територією сільради протікає невеличка річка — Осипівка (38 км), ліва притока Мухавця (басейн Західного Бугу→Вісли). Територія сільської ради порізана густою сіткою меліоративних каналів (басейн Рити→Мухавця). Найбільші із них — Бона та Низевський.
Найвища точка сільської ради становить гора Новосельська, 155,9 м над рівнем моря і розташована за 3,5 км на захід від села Чорняни. Територією сільради, із північного сходу на південний захід проходить автомобільна магістраль — М12, Кобринь — Мокрани.

## Історія
- Сільська рада була утворена 12 жовтня 1940 року у складі Дивинського району Берестейської області.
- 8 серпня 1959 року Дивинського району був ліквідований, а сільрада приєднана до Малоритського району.
- 25 грудня 1962 року Малоритський район був ліквідований, а Чорнянська сільська рада була передана до складу Кобринського району.
- 6 січня 1965 року район був відновлений і сільська рада була повернута до його складу.

## Склад
До складу Чернянської сільської ради входить 15 населених пунктів, із них всі села.
| Населений пункт   | Статус | Населення, осіб (2009) | Координати                                                              |
| ----------------- | ------ | ---------------------- | ----------------------------------------------------------------------- |
| Чорняни           | село   | 636                    | 51°59′03″ пн. ш. 24°12′49″ сх. д. / 51.984246° пн. ш. 24.213524° сх. д. |
| Великий Павлополь | село   | 77                     | 51°59′19″ пн. ш. 24°19′45″ сх. д. / 51.988475° пн. ш. 24.329224° сх. д. |
| Гори              | село   | 98                     | 52°00′27″ пн. ш. 24°12′18″ сх. д. / 52.007499° пн. ш. 24.204941° сх. д. |
| Доропійовичі      | село   | 370                    | 51°57′38″ пн. ш. 24°18′27″ сх. д. / 51.960558° пн. ш. 24.307594° сх. д. |
| Заорря            | село   | 55                     | 51°58′02″ пн. ш. 24°25′54″ сх. д. / 51.967327° пн. ш. 24.431534° сх. д. |
| Звози             | село   | 17                     | 52°00′13″ пн. ш. 24°09′34″ сх. д. / 52.003483° пн. ш. 24.159451° сх. д. |
| Лясовець          | село   | 19                     | 52°02′10″ пн. ш. 24°12′01″ сх. д. / 52.036125° пн. ш. 24.200306° сх. д. |
| Малинівка         | село   | 11                     | 52°00′19″ пн. ш. 24°17′02″ сх. д. / 52.005280° пн. ш. 24.283905° сх. д. |
| Малі Доропійовичі | село   | 16                     | 51°57′24″ пн. ш. 24°20′03″ сх. д. / 51.956750° пн. ш. 24.334030° сх. д. |
| Малий Павлополь   | село   | 67                     | 51°59′09″ пн. ш. 24°21′36″ сх. д. / 51.985937° пн. ш. 24.360123° сх. д. |
| Новий Двір        | село   | 18                     | 52°00′01″ пн. ш. 24°16′20″ сх. д. / 52.000313° пн. ш. 24.272232° сх. д. |
| Остров'я          | село   | 5                      | 52°01′17″ пн. ш. 24°14′08″ сх. д. / 52.021445° пн. ш. 24.235497° сх. д. |
| Старий Двір       | село   | 3                      | 52°01′01″ пн. ш. 24°17′09″ сх. д. / 52.017008° пн. ш. 24.285965° сх. д. |
| Суботи            | село   | 2                      | 52°00′55″ пн. ш. 24°10′44″ сх. д. / 52.015317° пн. ш. 24.178848° сх. д. |
| Шерешовці         | село   | 2                      | 52°00′12″ пн. ш. 24°09′57″ сх. д. / 52.003377° пн. ш. 24.165802° сх. д. |

## Населення
За переписом населення Білорусі 2009 року чисельність населення сільської ради становила 1396 осіб.

### Національність
Розподіл населення за рідною національністю за даними перепису 2009 року:
| Національність            | Осіб | Відсоток |
| ------------------------- | ---- | -------- |
| білоруси                  | 1252 | 89,68 %  |
| українці                  | 102  | 7,31 %   |
| росіяни                   | 29   | 2,08 %   |
| національність не вказана | 6    | 0,43 %   |
| поляки                    | 4    | 0,29 %   |
| вірмени                   | 1    | 0,07 %   |
| комі                      | 1    | 0,07 %   |
| єзиди                     | 1    | 0,07 %   |
| Разом                     | 1396 | 100 %    |